# 다카기 미유
다카기 미유(일본어: 高木 美佑 たかぎ みゆ[*], 1996년 9월 8일~)는 일본의 여성 성우이다. 미야기현 센다이시 출생으로 치바현 출신이다. 신장 165 cm, 혈액형은 O형이다. 81프로듀스 소속이다.

## 경력
2012년에 개최 된 avex × 81produce " Wake Up, Girls! AUDITION '제2회 애니송 보컬 오디션에 합격하였다. 오디션에서는 「Lost my music」를 불렀다. 2014년 1월 10일에 공개된 극장용 애니메이션 'Wake Up, Girls! 일곱 아이돌'과 같은 날에 방영 시작된 텔레비전 애니메이션 「Wake Up, Girls!」에서 오카모토 미유(岡本未夕) 역으로 데뷔하는 동시에 성우 유닛 「Wake Up, Girls!」로써도 2019년까지 활동했다.
2014년에 서비스 개시한 뉴스 앱 「박하 인형」의 PV나 응용 프로그램 내에 등장하는 캐릭터 가운데 한 명, 박하 인형 1호에도 발탁되어 2015년 10월 2일에 방송된 「박하 인형 THE 애니메이션 ~ 프로그램」에도 출연하였다. 또한 다카기와 마찬가지로 Wake Up, Girls! 회원으로 박하 인형 2호 역의 오쿠노 카나(奥野香耶) 및 박하 인형 3호 역의 야마시타 나나미(山下七海)와 함께, 세 명이 박하 인형이라는 단위로 무대에 서게 되었다.
2015년 제9회 성우 어워드 특별상을 Wake Up, Girls!로 수상. 같은 해 11월 2일, 나가노현 이이다시에서 매년 개최되고 있는 언덕 마을 축제의 초대 PR 대사로 임명되었다. 이벤트의 애니메이션 CM과 캐릭터 소개 PV에 해당 행사의 마스코트 캐릭터인 나미키 짱의 목소리도 맡았다.
2019년 9월 본인이 연기한 「온천 소녀」(温泉むすめ)의 유무라 치요(湯村千代)가 '유무 라 온천 관광 대사'로 임명되는 동시에, 성우 본인 역시 '유무라 온천 특별 관광 대사'로 임명되었다.
2020년 5월 6일, 본인의 YouTube 채널을 개설하였다.

## 인물
특기는 발레 . 취미는 게임과 음악 감상 . 특히 태고의 달인을 가장 좋아하며, PS2 시리즈 1편 시절부터 팬으로 "오니 코스☆×9까지라면, 노르마 클리어 할 정도"이다 .
태고의 달인에 자신이 참여한 곡이 수록되는 것이 성우의 일을 시작하고 나서의 꿈이었다고 하며 2016년 1월 태고의 달인 화이트 ver.에 자신이 노래한 남코 오리지날 곡 '올 인 마이 하트'가 수록됨으로써 출연의 꿈을 완수하였다.
떡 가운데 가장 좋아하는 것은 콩가루떡이었지만 나중에 즌다 떡이 가장 좋아졌다고 한다.
Wake Up, Girls! 오디션 전에 81프로듀스와 avex에 의한 제1회 애니송 보컬 오디션에서 응모 결승전을 앞두고 낙선했다. 이를 계기로 제2회 애니 송 보컬 오디션이라 평가되던 Wake Up, Girls! 오디션에서는 무조건 통과하겠다는 의지로 참여했다고.

## 출연
굵은 글씨는 메인 캐릭터.

### 극장 애니메이션
- Wake Up, Girls! 시리즈 (2014년 - 2015년 오카모토 미 저녁[20] ) - 3 작품

### Web 애니메이션
- うぇいくあぷがるZOO! (2014년 미유)
- 데굴 데굴 코로냐 (2020년 - 자두 야[21] )

### 드라마 CD
- 소설가 치바 미노리 바쁜 하루 (2015년 츤데레 로봇 <본 카린>[22][23] )
- 이 세계는 스마트 폰과 함께. (2019년 루시아 레어 레굴루스[24] )

### 더빙

#### 영화
- 파이널 걸스 참극의 시나리오 (2015년 티나 <안젤라 토린바>)
- ミュータント・ワールド ( 영어 : Mutant World ) (2015년, 니콜 <앰버 마샬>)

#### 텔레비전 애니메이션
- 아바로 공주 엘레나 (2019년, 바보)

### 오디오 북
- 소설판 Wake Up, Girls! 각각의 모습 (2015년 오카모토 미 저녁[25] )
- 연예인 데스티 네이션 1-2 (2019년 - 2020년屋久唐이오리[26][27] )
- 이 세계 수학 여행 (2020년 프리실라[28] + 가와 나카지마 마유미[29] )
- 아오이 과시 (2020년[30] )

### 음성 만화
- 멜로와 사랑의 마법 (2019년 하천 임계 인[31] )
- 왕따 ~ 일그러진 마음 ~ (2019년 고양이[32][33] )
- 어른은 알아주지 않는다. (2020년 여학생[34] )

### 라디오
※는 인터넷 배달 .
- Wake Up, Radio! (2014년 - 2015년, 니코 니코 동화 초! 메디아 채널 ※) 부정기 성격[35]
- DIVE II Station New Generations! (2014년 - 2016년 문화 방송 ) 부정기 성격
- Wake Up, Girls! 의 올 나잇 일본 모바일 (2014년 - 2016년 Radital ※ · 올 나잇 일본 모바일 ※) 부정기 성격[36]
- 아이스테 마을 만들기 응원단 (2015년 좋은 것이다 에프엠 )[37]
- Wake Up, Girls! 의 올 나잇 자라 (2016년 - 2017년 Radital ※ · 9129 자라 방송 ※) 부정기 성격[38]
- Wake Up, Girls! 의がんばぺ라디오! (2016년 - 2018년 온센 ※ · HiBiKi Radio Station ※) 부정기 성격[39]
- Wake Up, Girls! 와 Run Girls, Run! 의 올 나잇 일본 i (2017년 - 2018년 올 나잇 닛폰 i ※) 부정기 성격[40]
- 놀러 오세요! LOVE ★ 이이다 파라다이스 (2017년 - 2018년 좋은 것이다 에프엠 )[41]
- D4DJ 삐키삐키 RADIO (2020년 - Hibiki Radio Station ※)[42]

### TV 프로그램
※는 인터넷 배달 .
- 야마모토 유타카 시간 와구라고 좋다고! (2013년 - 2014년, 니코 니코 생방송 ※) 부정기 출연
- 채널은 오픈 소스 어째서! (2014년, 니코 니코 생방송 ※) 제 39 회 게스트
- 전파 첩보 국 (2014년 - 2015년, 니코 니코 생방송 ※) 게스트
- Wake Up, Radio! (생) (2014년 - 2015년, 니코 니코 생방송 ※) 부정기 출연
- 히트 애니 스튜디오 (2014년, 니코 니코 생방송 ※) 게스트
- 너에게 동조하는 뉴스 앱 박하 인형 스페셜 싱크로 이벤트 (2014년, 니코 니코 생방송 ※) TGS 2014 DeNA 무대
- 박하 채널 ( 겨울 코미 스페셜 : 2014년 - 2015년, 니코 니코 생방송 ※)
- 로드 투 드래곤 최초! 오프라인 이벤트 (2015년, 니코 니코 생방송 ※)
- わぐばん! (2015년, TV 도쿄 )
- 라이브 댐 회사 (2015년 니코 니코 동화 ※ · Youtube ※) 제 7 회 게스트
- 아니게 ☆ 일레븐! (2015년 BS11 ) 손님[43]
- 리니어 미래 도시 이이다 두근 두근 여행 (2016년, 중화민국 대만 국민시 FTV · 이이다 케이블 · 채널 700 ) 게스트[44][45]
- 애니 CLUB! -i (2016년 TOKYO MX · BS 후지 ) 게스트
- 영어 미사토 ·美佑과 함께 "구라부루"! (2016년 - 니코 니코 생방송 ※)[46]
- のびしろ쑥쑥 (2016년 - 2020년, 니코 니코 생방송 ※)[47]
- "아이돌 맹주 in LOK"생방송 (2016년 - 니코 니코 생방송 ※)[48]
- 아케 사카 사토미 노 공화국 × 전파 국 (2016년, 니코 니코 생방송 ※) 게스트[49]
- 다카기美佑의 야식 마리아 쥬 (2020년, 니코 니코 생방송 ※)
- のびざかり쑥쑥 (2020년 - 니코 니코 생방송 ※)

### 무대
- SOLID STAR 프로듀스 Vol.5 "負けん마라漫研!"(2015년 10월 30일, 신주쿠 마을 LIVE)[50]
- 무대 Wake Up, Girls! 아오바의 기록 (2017년 1월 19일 - 22 일 AiiA Theater Tokyo ) - 오카모토 미 저녁 역[51]
- 무대 Wake Up, Girls! 아오바의 궤적 (2018년 6월 6일 - 10 일, 소 게츠 홀) - 오카모토 미 저녁 역[52]
- 해결 가극 「고딕 마법 소녀 "(2020년 2월 12일 - 17 일, 신주쿠 마을 LIVE) - 에리 역[53]

### 낭독극
- Wake Up, Girls! 무역 컬렉션 스페셜 이벤트 (2016년 12월 4일 AKIBA 컬쳐 스 극장)[54]
- 일본 낭독 아카데미 과외 수업 '신데렐라 재판 ~ 사랑은 빨간 독 ~ "(2017년 5월 19일 · 26 일 문화 방송 미디어 플러스 홀 )[55]
- 일본 낭독 아카데미 미리 공연 낭독 극 「수수께끼는 저녁 식사 후에 "(2017년 12월 3일, 닛폰 방송 이매진 스튜디오 )[56]
- 일본 낭독 아카데미 낭독 극 「수수께끼는 저녁 식사 후에 ~ 양다리에는 조심하세요 ~ "(2018년 4월 25일, 하쿠 힌칸 극장 )[57]
- 일본 낭독 아카데미 낭독 극 「수수께끼는 저녁 식사 후에 ~ 범인에 독을주지 마십시오 ~ "(2018년 5월 2일, 하쿠 힌칸 극장)
- 낭독 극 「스마트 폰을 떨어 뿐인데 "(2019년 2월 3일, 하쿠 힌칸 극장)[58]
- 81 프로듀스 & 플러스 카페 선물 "THE ROUDOKU"( "동창회": 2019년 7월 24일 eplus LIVING ROOM CAFE & DINING)[59]
- 낭독 극 「스마트 폰을 떨어 뿐인데 노예 살인마 '(2020년 1월 15일 · 17 일, 하쿠 힌칸 극장[60] )

### 잡지
- 성우 파라다이스 R (솔로 그라비아 : 2014년 12월 호 2014년 11월 10일 발매)
- 패미통 (칼럼 「타카美佑의 구라부루 길! "연재 : 2018년 6월 14일호에서 한달에 한번 게재[61] )

### CM
- 메가미마가진 · 메디아 TVCM (나레이션 : 2014년 1 ~ 3 월)
- 메디아 쇼핑 TVCM (오카모토 미 저녁 역 : 2014년 1 ~ 3 월)
- 코믹 「된장국에 파이! '라디오 CM[62] (야 역 : 2016년)
- 동북 이온 TVCM 'WUG 일요일은 포인트 5 배 편」 「WUG 내일은 이온의 일요일 아침 시장 편 "(2016년 9월 -)[1]
- 코믹 「 슬로우 모션을 다시 '라디오 CM[63] (나레이션 : 2017년)
- 꿀 로켓 'ROCKET FUTURE "레코 쵸크 CM[64] (나레이션 : 2019년)

### 영상 제품
- 아스카 린의 동전 벌이 Vol.4 (2017년 5월 24일 발매)[65]

### 기타 내용
- 이이다 언덕 마을 축제 PR 대사
- 이이다 언덕 마을 축제 마스코트 (나 미키 짱)
- 뉴스 어플리케이션 「 너에게 동조하는 뉴스 앱 박하 인형 」(2014년, 박하 인형 1 호)
- 태고의 달인 화이트 ver. "올 인 마이 하트 '(노래)
- 미디어 믹스 프로젝트 " 온천 딸 "(2018년, 유무 라 치요)
- 사랑 시츄 "오늘부터 너의 교사"[66]

## 음반

### 캐릭터송
| 발매일    | 상품명                                                  | 노래                        | 음악                                                  | 비고                                                                     |
| 2014년    | 2014년                                                  | 2014년                      | 2014년                                                | 2014년                                                                   |
| --------- | ------------------------------------------------------- | --------------------------- | ----------------------------------------------------- | ------------------------------------------------------------------------ |
| 2월 26일  | 言の葉아오바                                            | 오카모토 미 저녁 (타카美佑) | " 태양이 말하길 불타 라 혼돈 오카모토 미 저녁 ver."   | 텔레비전 애니메이션 「 Wake Up, Girls! "삽입곡                           |
| 9월 3일   | Wake Up, Girls! Character song series 오카모토 미 저녁  | 오카모토 미 저녁 (타카美佑) | 「WOO YEAH! " </br> "와구 · 즈즈 miyu ver."           | 텔레비전 애니메이션 「Wake Up, Girls! "관련 곡                           |
| 2015년    |                                                         |                             |                                                       |                                                                          |
| 11月25日  | Touch Tap Baby                                          | ハッカドール                | "Touch Tap Baby" </br> "first heart beat"             | 텔레비전 애니메이션 「 박하 인형 THE 애니메이션 ~ 프로그램 」오프닝 테마 |
| 11月25日  | Happy Days Refrain                                      | ハッカドール                | "Happy Days Refrain" </br> "양배추 검정"              | 텔레비전 애니메이션 「박하 인형 THE 애니메이션 ~ 프로그램」엔딩 테마     |
| 2016년    |                                                         |                             |                                                       |                                                                          |
| 1월 27일  | 박하 인형 박하 송 1 호                                  | 박하 인형 1 호 (타카美佑)   | "Progress Push Doll"                                  | 텔레비전 애니메이션 「박하 인형 THE 애니메이션 ~ 프로그램 '관련 곡       |
| 3월 25일  | Wake Up, Best! 2                                        | 木高유미 (타카美佑)         | "Regain Brave"                                        | 애니메이션 영화 ' Wake Up, Girls! 청춘의 그림자 」삽입곡                 |
| 9월 28일  | Wake Up, Girls! Character song series2 오카모토 미 저녁 | 오카모토 미 저녁 (타카美佑) | "It 's amazing show time ☆" </br> "HIGAWARI PRINCESS" | 텔레비전 애니메이션 「Wake Up, Girls! "관련 곡                           |
| 2017년    |                                                         |                             |                                                       |                                                                          |
| 12월 20일 | Wake Up, Girls! Character song series3 오카모토 미 저녁 | 오카모토 미 저녁 (타카美佑) | "샤리라!" </br> "Non stop diamond hope~Miyu ver.~"    | 텔레비전 애니메이션 「 Wake Up, Girls! 신쇼 "관련 곡                     |
| 2018년    |                                                         |                             |                                                       |                                                                          |
| 8월 10일  | 데코 피타 ☆ Fight! !                                    | LOVE☆MAXフレンズ            | 「데코 피타 ☆ Fight! ! "                              | 게임 "고딕 마법 소녀 학원 편"관련 곡                                     |
| 2020년    |                                                         |                             |                                                       |                                                                          |
| 1월 29일  | Dig Delight! Aver.                                      | Peaky P-key                 | "電乱★ 카운트 다운 '                                  | " D4DJ "관련 곡                                                          |
| 4월 22일  | Direct Drive!                                           | Peaky P-key                 | "Let 's do the 'Big-Bang! ' "                         | " D4DJ "관련 곡                                                          |
| 6월 24일  | Cosmic CoaSTAR                                          | Peaky P-key                 | "Gonna be right"                                      | " D4DJ "관련 곡                                                          |
| 10월 28일 | 고딕 마법 소녀 캐릭터 송 CD 힐리오 '날개'               | 힐리오 (타카美佑)           | "날개"                                                | 게임 " 고딕 마법 소녀 ~ 빨리 계약 하십시요! ~ "관련 곡                   |
| 2021년    |                                                         |                             |                                                       |                                                                          |
| 1월 6일   | 가장 정점 Peaky & Peaky! !                              | Peaky P-key                 | "가장 정점 Peaky & Peaky! ! " </br> "Wish You Luck"   | "D4DJ"관련 곡                                                            |
| 1월 20일  | D4DJ Groovy Mix 커버 트랙스 vol.1                       | Peaky P-key                 | " 진짜 LOVE1000 % " </br> " JUST COMMUNICATION "      | 게임 " D4DJ Groovy Mix "관련 곡                                          |
| 2월 24일  | 빙빙 DJ TURN! !                                         | D4DJ ALL STARS              | "LOVE! HUG! GROOVY! ! "                               | 게임 "D4DJ Groovy Mix」주제가                                            |

### 기타 참여 곡
| 발매일          | 상품명                                        | 노래                                       | 음악               | 비고 |
| --------------- | --------------------------------------------- | ------------------------------------------ | ------------------ | --- |
| 2017년 3월 18일 | 솔로 이벤트시켜주세요! 2017 브로셔 특전 CD    | 다카기美佑                                 | "HELP ME! 뮤 짱!"  | |
| 2018년 3월 3일  | Wake Up, Girls! Soloevent 2018 브로셔 특전 CD | 다카기美佑                                 | "now is the time"  | |
| 2018년 7월 11일 | 태고의 달인 오리지널 사운드 트랙 라무네       | 왕 벚나무 feat. 타카美佑(Wake Up, Girls! ) | "올 인 마이 하트 ' | 아케이드 게임 ' 태고의 달인 ', 그리고 PlayStation 4 용 게임 '태고의 달인 세션에서 도돈 가동! "DLC"돈이다 팟쿠 Vol.6」수록곡 |
| 2019年12月14日  | 하늘색 Message                                | 아오야마吉能다카기美佑                     | '하늘빛 Message "  | 라디오 「아오야마吉能와 다카기美佑가 쓰기 음이온 가득한 치유 라디오. 줄여서 "- 마이라지" "테마 송                           |